# Підгор'є (Великоустюзький район)
Підго́р'є (рос. Подгорье) — присілок у складі Великоустюзького району Вологодської області, Росія. Входить до складу Красавинського міського поселення.

## Населення
Населення — 12 осіб (2010; 10 у 2002).
Національний склад (станом на 2002 рік):
- росіяни — 100 %